# Arbeitslager
Arbeitslager, auch Straflager oder Umerziehungslager genannt, sind Stätten, an denen Menschen zur Zwangsarbeit festgehalten werden, je nach Konzept des Lagers mit oder ohne Entgelt. Die ersten modernen Arbeitslager im 18. Jahrhundert waren britische Strafkolonien. Arbeitslager gibt es in einigen Ländern noch heute.
Ein Mensch kann in ein Arbeitslager aus verschiedenen Gründen gesperrt werden: Auf der einen Seite ist es die Strafe für eine kriminelle Handlung, aber auch unerwünschte politische (vgl. Politischer Gefangener) oder religiöse Betätigung, auf der anderen Seite beutet gleichzeitig der Einweisende die Arbeitskraft des Eingewiesenen aus.

## Geschichte
Arbeitslager hat es in der Geschichte in verschiedenen Ausprägungen gegeben:
Großbritannien nutzte zunächst die 13 Kolonien in Nordamerika als Straflager. Nach der amerikanischen Revolution und der amerikanischen Unabhängigkeitserklärung mussten die Briten einen neuen Ort für die Verbringung ihrer Gefangenen suchen. Die Wahl fiel auf Australien, das die Briten bis 1868 als Sträflingskolonie nutzten. Der historische Hintergrund für die ab dem 18. Jahrhundert zunehmende Anzahl von Straflagern besteht in der europäischen Bevölkerungsexplosion, dem damit entstehenden lohnabhängigen Industrieproletariat und der damit verbundenen sozialen Frage und dem Pauperismus.
Am 24. November 1933 wurde im Deutschen Reich durch das Gesetz gegen gefährliche Gewohnheitsverbrecher und über Maßregeln der Besserung und Sicherung die Maßregel Arbeitshaus eingeführt. Neben den heute noch zulässigen Unterbringungen in einem psychiatrischen Krankenhaus, in einer Entziehungsanstalt oder in Sicherungsverwahrung war auch die Unterbringung in einem Arbeitshaus (§ 42d RStGB) vorgesehen.
Neben den deutschen Konzentrationslagern ist hier auch der sowjetische Gulag zu erwähnen, der in den 1950er Jahren seine größte Ausdehnung erreichte.

## Beispiele

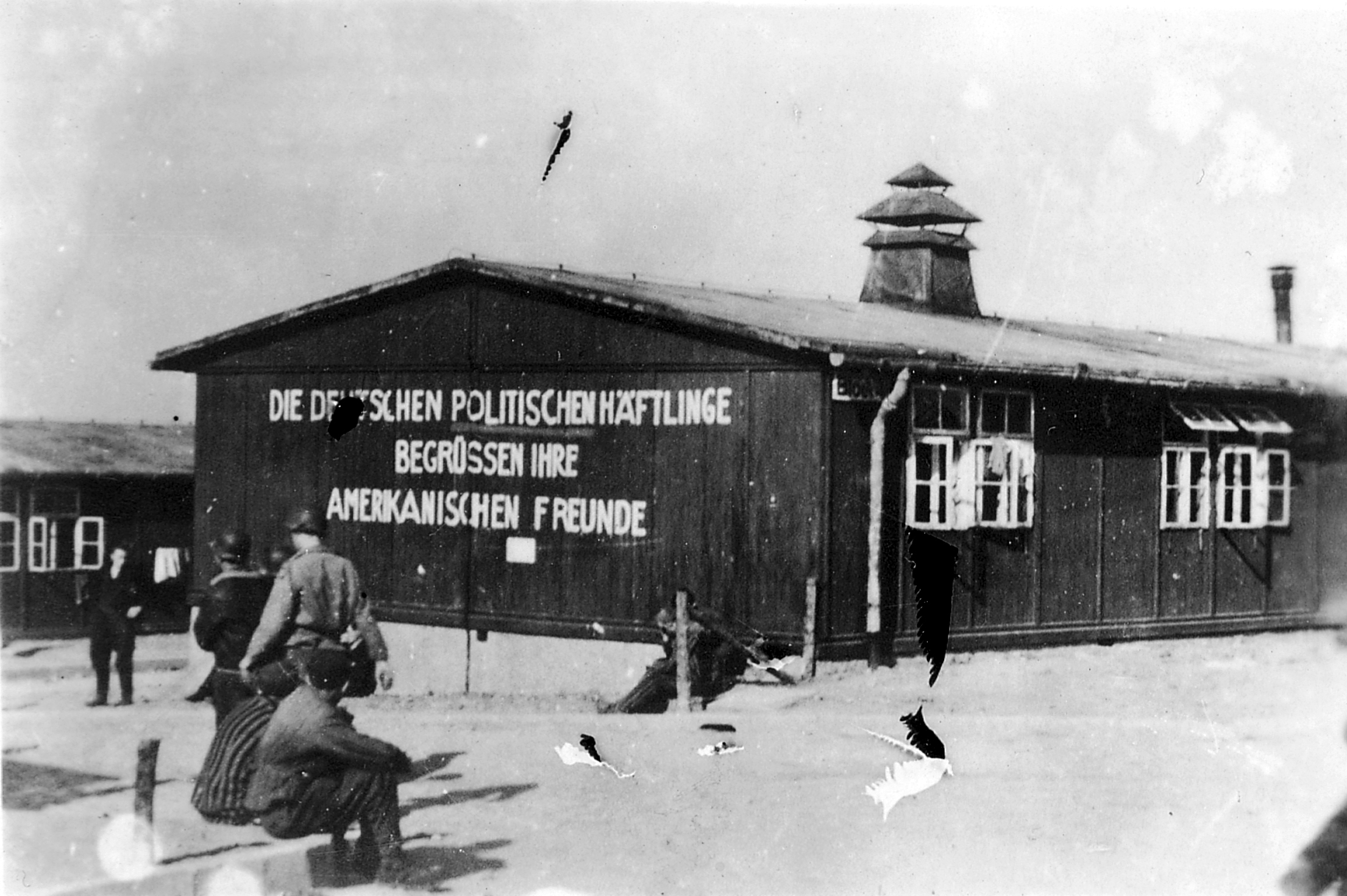
Das Konzentrationslager Buchenwald am Tag der Befreiung, 16. April 1945

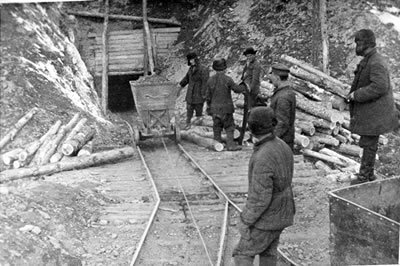
Goldmine bei einem sowjetischen Arbeitslager an der Kolyma

### Historisch
Geschichtliche Beispiele sind unter anderem:
- Arbeitshäuser im Deutschen Kaiserreich,[3] im europäischen Mittelalter und den Vorläufern
- Vom Mittelalter teilweise bis ins 18. Jahrhundert, zum Beispiel Spanien, Galeerensklaven in den meist noch aus Galeeren und Galeassen bestehenden Flotten
- Bagnos: französische Zuchthäuser, in denen Sträflinge Schwerstarbeit verrichten mussten
- Verbannungs-Arbeitslager und Zwangsarbeit in Gefängnissen in der russischen Zarenzeit (siehe Schilderungen in einigen Romanen von Dostojewski): Zarentum Russland (1547–1721), Russisches Kaiserreich (bis 1917), vgl.: Katorga
- Sowjetische Arbeitslager: Gulag
- Deutschland in der Zeit des Nationalsozialismus: NS-Zwangsarbeit innerhalb und kombiniert mit:
  - Arbeitserziehungslagern (zunächst auch als Polizeihaft- und Erziehungslager bezeichnet)
  - Konzentrations- bzw. Vernichtungslagern; die  Bezeichnung „Arbeitslager der Waffen-SS“ war dabei der von der SS ab 1943 offiziell verwendete Deckname besonders für solche KZ-Außenlager, die im Zuge der verstärkten Untertageverlagerung der deutschen Rüstungsindustrie errichtet wurden.[4]
- Im März 1940 beschloss der Schweizerische Bundesrat, das Verbot der Erwerbstätigkeit für männliche Emigranten/Flüchtlinge aufzuheben und für sie Arbeitslager unter der Leitung der Polizeiabteilung zu errichten.
- Lager für die deutsche Bevölkerung unmittelbar nach Ende des Zweiten Weltkriegs in der Volksrepublik Polen, vorwiegend in den Ostgebieten des Deutschen Reiches, in Jugoslawien, in der Sowjetunion, im Rahmen der Kollektivschuld
- Liste von Konzentrationslagern im Unabhängigen Staat Kroatien
- Umerziehungslager Goli otok in Jugoslawien
- Haftarbeitslager (HAL) in der DDR[5]
- Arbeitserziehungslager für Jugendliche 1966–1967 in Rüdersdorf bei Berlin (DDR)[6]

### Gegenwart
Beispiele aus der heutigen Zeit sind unter anderem:
- Arbeits- und Umerziehungslager in Vietnam und Kambodscha
- Arbeitslager in der Volksrepublik China[7]
  - Siehe auch: Liste der Listen von Arbeitslagern in China
- Zwangsarbeit wurde in Russland 2017 als Strafform wieder eingeführt, nachdem die gesetzliche Möglichkeit dazu im Jahr 2011 geschaffen worden war.[8]
- 6 Internierungslager für politische Gefangene und ca. 15–20 Umerziehungslager für Kriminelle im konventionellen Sinn in Nordkorea, welche in den westlichen Ländern häufig mit den deutschen Konzentrationslagern verglichen werden